# おもしろミノリ放送局
おもしろミノリ放送局は、音泉にて配信されていたインターネットラジオ番組である。「Wind」・「はるのあしおと」など数々の人気恋愛シミュレーションゲームを手がけるminoriの期待の新作『ef ～a fairy tale of the two～』のここでしか聞くことの出来ない極秘情報などを発信した情報番組。パーソナリティは、『ef ～a fairy tale of the two～』で雨宮優子を演じる山田ゆな。全33回。

## 概要
- 配信サイト：音泉
- 配信日：金曜日
- 放送期間：2006年10月13日～2007年6月1日
- スポンサー：ねこねこ天使まじかるゆうな（minori）、COSPA

## コーナー
- おもしろふつおた

普通のお便りコーナー
- おもしろちゃれんじ～

色々な事にチャレンジしていくコーナー
- おもしろニックネーム

色々な物に名前をつけるコーナー
- お昼休み

スイーツを食べながら雑談をするコーナー
- おもしろ自慢話大会！

リスナーからの自慢話を紹介するコーナー
- おもしろコーナー案

リスナーからおもしろいコーナー案を紹介するコーナー
- おもしろねこねこ天使まじかるゆうな

ねこねこ天使まじかるゆうなが、リスナーからの質問を一刀両断する
- おもしろミノリインフォメーション

ef ～a fairy tale of the two～関連のお知らせコーナー
- おもしろ職員室

パーソナリティとゲストとminoriスタッフによる雑談コーナー
- かみかみ　えっ？ふっR

“かみかみ　えっ？ふっ”からルールを改定した続編。番組中に噛んだらリスナーから送られてきた恥ずかしい台詞を言うコーナー
- おもしろお絵かき

おもしろコーナー案でリスナーが提案し、採用されたコーナー。リスナーから送られてきたお題を元にパーソナリティの山田ゆながゲストにヒントを出し、口頭のヒントのみで何かを当てるコーナー。ゲストが正しい答えを描けなかった場合、ゲストと山田ゆなが罰ゲームを受ける（第29回放送までの時点で、罰ゲームを行ったことはない）
- おもしろ保健室

パーソナリティの山田ゆなが時には保健室の先生となりリスナーまたはゲストからの相談に乗り、またある時には生徒となって悩みを打ち明けるコーナー（お昼休み内で実施される）

### 主な終了したコーナー
- かみかみ　えっ？ふっ

おもしろコーナー案でリスナーが提案し、採用されたコーナー。番組中に5回噛んだらリスナーから送られてきた恥ずかしい台詞を言うコーナー（回数を重ねるごとにルール改定がなされ、10回噛んだら2回、15回噛んだら3回言う、と変更されていった）

## ゲスト
- 桜井美鈴(#1,2,11,12,17,18)
- 城樹翔(#3,4,11,12)
- 赤沢かえで(#5,6)
- 小満皐(#7,8,15,16)
- 安玖深音(#9,10,11,12)
- まきいづみ(#21,22)
- 伊香川椎音(#25,26)
- 安芸怜須ケン(#29,30)
- 壬生中将(#33)

### 「ef ～a fairy tale of the two～」メインキャスト
- 宮村みやこ：赤沢かえで
- 広野紘：小満皐
- 新藤景：桜井美鈴
- 堤京介：城樹翔
- 羽山ミズキ：安玖深音
- 雨宮優子：山田ゆな